# Бановине Краљевине Југославије
Бановине су од 1929. године биле управне јединице Краљевине Југославије. Претходна подела је била на области.
Целокупна територија Краљевине Југославије била је подељена на девет бановина. Београд, заједно са Панчевом и Земуном, као главни град није припадао ниједној бановини (представљао је посебну управну јединицу под називом Управа града Београда, а овлашћења управника главног града била су упоредива са онима које су имали банови у остатку земље).
1. Дравска бановина (Љубљана)
2. Савска бановина (Загреб)
3. Врбаска бановина (Бања Лука)
4. Приморска бановина (Сплит)
5. Дринска бановина (Сарајево)
6. Зетска бановина (Цетиње)
7. Дунавска бановина (Нови Сад)
8. Моравска бановина (Ниш)
9. Вардарска бановина (Скопље)

Године 1939, као резултат споразума Цветковић-Мачек, спајањем Савске и Приморске бановине (у целости) и делова Дунавске, Врбаске, Дринске и Зетске бановине настаје Бановина Хрватска.

## Историја
Крфском декларацијом решено је питање будућег облика владавине и питање организације власти, а остало је заобиђено питање државног уређења. Председник владе Краљевине Срба, Хрвата и Словенаца, Стојан Протић формирао је 1920. године петочлану Уставну комисију састављену од стручњака, чији је задатак био да направе нацрт. Резултат њиховог рада био је Видовдански устав, по коме је држава регионално подељена на 33 области, од којих је свака могла да има највише 800.000 становника.. Замишљено је да обласна скупштина издаје обласне уредбе, које је проглашава обласни жупан, односно начелник. Ако обласни начелник није сматрао неку одредбу уставном, о питањима њене законитости решавао је Државни савет. Обласни регионализам је имао извориште у Уставу Јужноафричке Уније из 1909. године. Обласна самоуправа, међутим, била је кратког века, а избори за скупштине обављени су тек јануара 1927. године. Увођењем Шестојануарске диктатуре обласне скупштине су нестале, док је великим жупанима стављено у надлежност вођење обласних скупштина и одбора.

### Регионална подела по бановинама
Идеја за следећи вид регионализма дошла је под спољним утицајима. Наиме, савезничке земље захтевале су од краља Александра да учврсти југословенско народно и државно јединство, као и да децентрализује управу. Конкретно, британски амбасадор у Београду 1928. године је дао предлог о ревизији Видовданског устава, којим би се држава, уместо на области, изделила на далеко веће покрајине, са локалном аутономијом, економски и финансијски независне.

### Закон о подели
Тако је 3. октобра 1929. донет Закон о називу и подели Краљевине на управна подручја. Краљевина Срба, Хрвата и Словенаца је преименована у Краљевину Југославију, са идејом политичког интегралног пројекта, по коме су Срби, Хрвати и Словенци требало да се стопе у јединствену, југословенску нацију. У другом параграфу овог закона установљене су бановине, као највеће управне јединице, у циљу ефикаснијег рада администрације и стварања природних привредних целина. Бановине су носиле називе по најпознатијим рекама, које су кроз њих протицале. Разлог за овакве називе заснивао се на чињеници да су они већ били одомаћени и такође у употреби код војно-територијалне поделе, а са жељом да се раскине са ранијим историјским називима и избришу границе између њих, како би се спречили даљи дезинтеграциони процеси у држави. Административна подела на бановине заснована је по географском критеријуму према природним границама, које су пролазиле планинским гребенима или дуж великих река. Идеја је била да се искористе комуникационе и природне везе појединих крајева, с појединим центрима, којима они природно теже, а њихове величине су одабране тако да представљају економске целине, потпуно способне за живот, као и да одговора ју потребама државне администрације.
Закон о подели на бановине, направљен је по нацрту Јосипа Смодлаке. Назив бановина изведен је од бана, „покрајинског поглавице“ у „хрватској зони“., поштујући хрватско историјско наслеђе. Органи бановина су били Бан и Банско веће.

### Промене у разграничењу бановина
Промене у разграничењу бановина спроведене су Законом о изменама и допунама у Закону о називу и подели Краљевине на управна подручја од 28. августа 1931. године. Разграничење изведено августа 1931. године унесено је у Октроисани устав од 3. септембра исте године.

## Бан
Бан је вршио највишу политичку и општу управну власт у бановини, а постављао се краљевским указом, на предлог председника Министарског савета Краљевине Југославије.
Надлежности бановине, односно бана обухватале су следеће послове:
1. пољопривреда
2. грађевина
3. трговина и индустрија
4. шуме и рудници
5. социјална политика и здравство
6. просвета

## Банско веће
Банско веће није био изборни орган, већ га је на предлог бана бирао и смењивао Министар унутрашњих послова. Првобитно је предвиђено да Банско веће броји 20 до 30 чланова, али је овај број касније повећан. Већа су најпре имала саветодавну улогу и сматрала су се прелазним решењем.. Чланови већа су имали дужност да прате економски, социјални и културни развитак у оквиру области за коју су били постављени и да на основу тога подносе бану своје извештаје, у којима су указивали на мере које треба предузети. Међутим већници нису смели да се мешају, нити утичу на решавање и доношење одлука у пословима управних власти, нити су могли да врше било какве интервенције код власти. Дужност су могли да врше само на седницама Бановинско већа, које се састајало редовно, једанпут годишње на позив бана. Рок за одржавање седнице је био месец дана пре коначног утврђивања бановинског буџета. Редовне седнице су трајале највише 15 дана, а док су ванредне, уз сагласност министра унутрашњих послова трајале највише 5 дана. Бановинско веће није доносило одлуке, док је бан био дужан да саслуша појединачно већнике, али не и веће као целину.

## Бановински буџет
Бановински буџет се већим делом пуно из бановинских дажбина, такси и трошарина. Дажбине су биле наплаћиване од правних и физичких лица у готовом новцу, маркицама, картама и трошаринским таксама, а контролу наплате вршило је Финансијско одељење Краљевске банске управе. Буџет је обухватио основне и положајне плате чиновника, званичника, служитеља, дневничара и хонорарних службеника, као и расходе одељења:пољопривредног, просветног, техничког, одељење за социјалну политику и народно здравље, финансијског и одељење за трговину, индустрију и занатство.
На редовним годишњим заседањима већа се најпре усвајало буџет бановина, а по завршетку расправе, чланови већа су могли да покрећу и друга питања. На првој седници се најпре читао унапред припремљен банов предлог буџета. Чланови већа су имали су право да на предлог своје примедбе, а бан да на основу своје личне процене и финансијских средстава са којима је располагала бановина донесе одлуку о задовољењу потреба појединих срезова и градова. Принцип код израде буџета се састојао од равнотеже између расхода и прихода која се израђивала на основу контролисаним подацима, јер с обзиром на финансијску и привредну ситуација државни расходи државе су морали да се сведу на минимум неопходних потреба. Расход буџета никада није могао да буде предложен само на основу тога што је већ постојао у претходним буџетима. Ово је нарочито важило за ванредне и нередовне приходе који су имали повремен или привремен карактер.
Бановински буџет је ступао на снагу пошто би га одобрио Министар финансија, а бан је био његов извршилац и наредбодавац, при чему је користио шефове одељења, референте и остале
помоћне чиновнике.